# Велислав Кацаров
Велислав Иванов Кацаров е български общественик роден на 12 ноември 1896 г. в гр. Берковица, племенник на генерал Димитър Кацаров. Председател е на Популярната банка там и член на висшия съвет при съюза на Народните кооперативни банки. Бивш кмет на града. По време на неговото кметуване са построени електрическата юзина (малка водноелектрическа централа) и халите. Редактор на в. „Берковски новини“.
Велислав Кацаров учи в родния си град. Средно образование завършва във ІІ мъжка гимназия в град София. След това завършва Школата за запасни офицери в град Плевен и участва в Първата световна война като артилерист с чин поручик, като баща му, Иван Кацаров, загива в тази война. През 1923 г. завършва висше образование в СУ „Св. Климент Охридски“, специалност „Право“ и участва в Септемврийското въстание през 1923 г., лежи в затвора в град Лом. От 1925 г. до 1958 г. работи като адвокат. Член е на Берковската популярна банка и е неин председател от 1930 до 1944 г. Член е на читалищното и туристическото настоятелство. От 1936 до 1944 г. издава вестник „Берковски новини“. След 9 септември 1944 г. е председател на Българо-съветското дружество.